# Strmec pri Ormožu
Strmec pri Ormožu este o localitate din comuna Ormož, Slovenia, cu o populație de 53 de locuitori.